# Entoloma indutum
Entoloma indutum är en svampart som beskrevs av Boud. 1900. Entoloma indutum ingår i släktet Entoloma och familjen Entolomataceae.   Inga underarter finns listade i Catalogue of Life.